# EARLY MORLEY BIRD
EARLY MORLEY BIRD（アーリー・モーリー・バード）とは、2003年4月から2009年12月27日までJ-WAVEで放送されていたラジオ番組。

## 放送内容
世界の小難しい問題をわかりやすく解説する番組、要するに「ニュース解説番組」のような物である。
コンセプトは、「難しい話を平たく、小難しい話を面白く翻訳する、週末の目覚まし時計。J-WAVE日曜朝の放談。EARLY MORLEY BIRD。」
テーマの取り上げる際のタイトルは「日曜はちょっと早起きして、○○について考えよう」

### 取り上げられた「小難しい」話
- 2007年8月12日 「ジンバブエもっと詳しく」 - 物価が高くなり、暮らし経済が心配なジンバブエという国について詳しく解説
- 2007年8月19日 「wiki現在」 - ウィキペディアについての特集。ウィキペディアの利点と欠点を述べる

他にも、モーリー自身の現地リポートを放送する事もあった。

## Singin' Clock
J-WAVEでは月曜〜土曜の5:00に時報のSingin' Clockが流されているが、日曜に限っては当番組放送終了後でLOHAS SUNDAYの開始直前に流れていた。

## この番組が聴取できたコミュニティFM局の一覧
- エフエムおびひろ
- ラジオふらの
- ラヂオもりおか
- 仙台シティエフエム
- せんだい泉エフエム放送
- エフエムベイエリア
- 石巻コミュニティ放送
- 山形コミュニティ放送
- 酒田エフエム放送
- けんと放送
- 長岡移動電話システム
- ながのコミュニティ放送

- 富山シティエフエム
- 新川コミュニティ放送
- エフエムいみず
- 敦賀FM放送
- シティエフエム静岡
- 浜松エフエム放送
- 富士コミュニティエフエム放送
- 知多メディアスネットワーク
- エフエムよっかいち
- BAN-BANテレビ
- 南紀白浜コミュニティ放送

- FM鳥取
- 岡山シティエフエム
- エフエムくらしき
- 中国コミュニケーションネットワーク
- エフエムふくやま
- エフエム萩
- エフエムサン
- 高知シティエフエムラジオ放送
- ドリームスエフエム放送
- FMなかつ
- 鹿児島シティエフエム
- エフエムみやこ